# Коноплянка
{{#ifeq:0|0|{{#if:|{{#if:Linaria (bird)cannabina|[[]}}|}}}}
Коноплянка або конопельник (Linaria cannabina) — співочий птах родини в'юркових ряду горобцеподібних.

## Зовнішній вигляд
Довжина тіла 13-16 см, крила — 7,2-8,6 см, розмах крил 22-26 см; вага 19—22 г. У весняному оперенні самця тім'я, чоло й груди яскравого кармінового кольору, верхня сторона тіла бурувата, черевце й боки білі. Самка за забарвленням схожа на самця, але в оперенні у неї відсутній червоний колір.

## Розповсюдження
Живе в Європі, Північно-західній Африці, Малій, Передній та Середній Азії. В Україні звичайний гніздовий, перелітний, зимуючий птах. Трапляється на всій території.

## Спосіб життя
Середовище існування: узлісся, рідколісся, чагарники, лісосмуги, сади, населені пункти. Частий мешканець культурного ландшафту. Має осілий або кочовий спосіб життя. Навесні прилітають рано, у березні — перший половині квітня, і незабаром приступають до гніздування. Пісня складна й мелодійна, складається з різноманітних, головним чином дзюркотливих, трелей, щебетань, свистів, трісків, що ідуть один за одним без визначеного порядку, уривками по кілька секунд. Самець співає, сидячи на вершинах кущів або на деревах, на проводах, на огорожі тощо. При цьому самець піднімає чубчик на голові й повертається зі сторони убік. Часом він злітає з піснею високо в повітря й, зробивши два-три кола, ширяє назад. Цікаво, що самиці ніколи не співають поодинці, обов'язково на невеликій відстані розспівують декілька птахів. Сезон співу — від прильоту до відльоту, найактивніше — у передгніздовий та гніздовий час. Осінній відліт відбувається наприкінці вересня — у жовтні.
Живиться насінням реп'яха, лопуха, кінського щавлю, чемериці й інших трав'янистих рослин. Меншою мірою вони поїдають різноманітних комах. Пташенят вигодовують комахами й лущеним насінням. У природі живуть до 9 років. У неволі при гарному догляді живуть довше.

## Розмноження

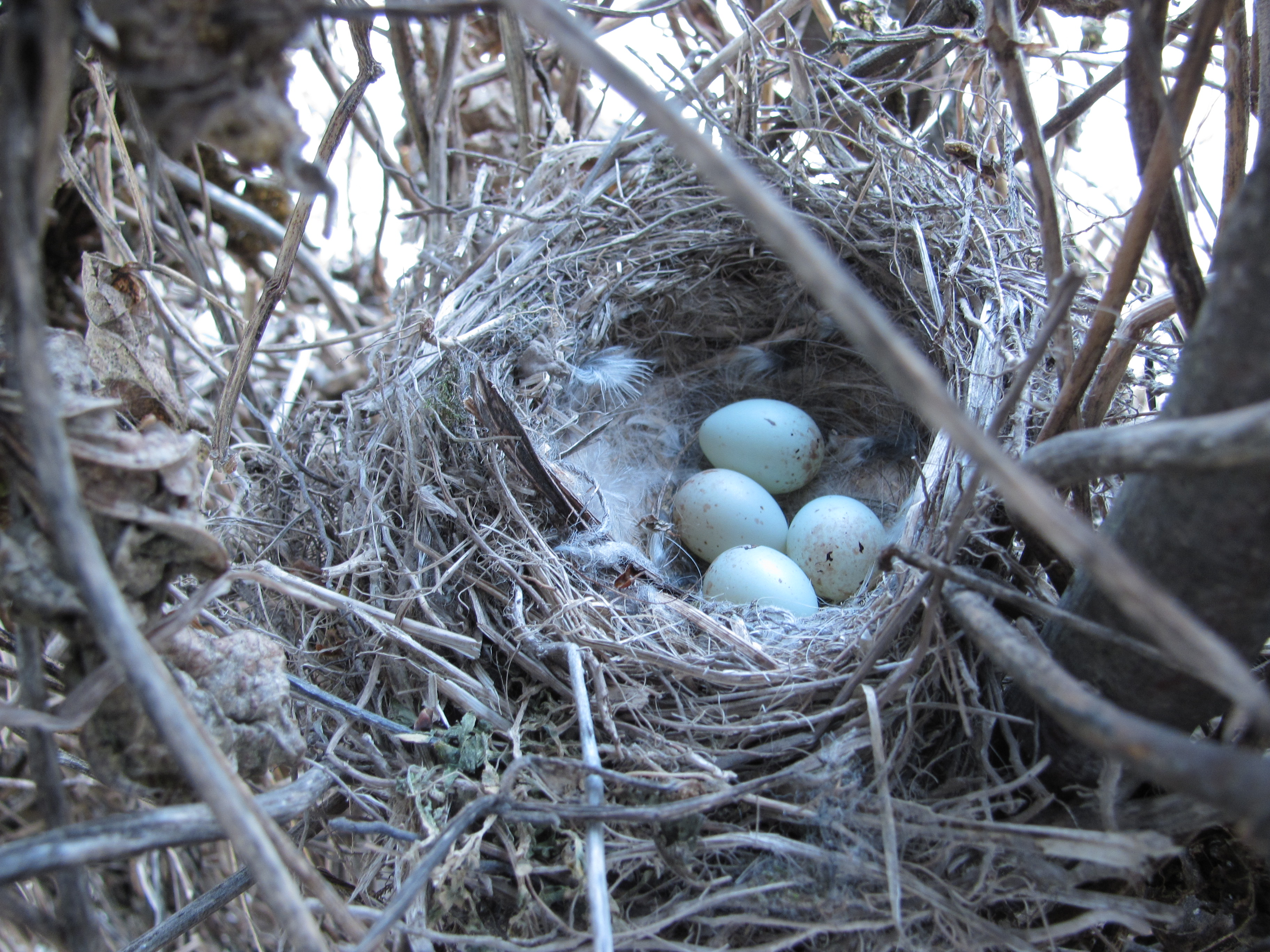
Гніздо коноплянки

Гнізда влаштовують зазвичай на низьких ялинах, у густих чагарниках і в живоплотах на висоті від 1 до 3 м. Гніздо будує тільки самка. Воно чашеподібне, невелике, але зроблене досить доброякісно, в основному із трави, а також корінців, волокон лубу, з домішкою мохів, лишайників, павутини. У лотку також тонка трава, волокна лубу, вовна, буває пір'я.
У першій половині травня в гніздах з'являються яйця. У кладці 3—7, частіше 5 блідих, зеленувато-блакитних яєць, покритих коричневатими цяточками, густішими на тупому кінці. Насиджує тільки самиця протягом 13—14 днів. Пташенята покриті досить густим і довгим темно-сірим пухом. Вони перебувають у гнізді 13—15 днів. Вигодовують їх обоє батьків. Корм носять у зобі більшими порціями, прилітають рідко, 2-4 рази в годину. Виліт молодих відбувається в червні. Пташенят, що злетіли із гнізда, продовжує підгодовувати головним чином самець. Самка ж відразу після вильоту пташенят залишає їх і приступає до виготовлення нового гнізда для другої кладки. Пташенята другого виводка вилітають із гнізда приблизно наприкінці липня. Виводки поєднуються в зграйки, які кочують перший час поблизу місць гніздування.

## Утримання
У домашніх умовах більшість коноплянок залишаються полохливими птахами, часто б'ються об прути клітки при різких рухах людини або свійських тварин.

## Галерея

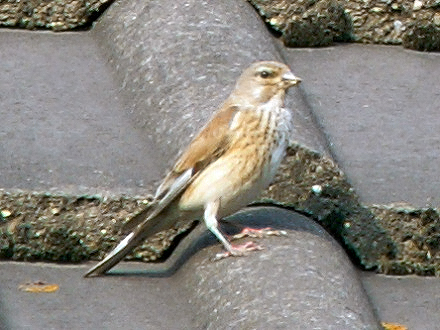
самиця
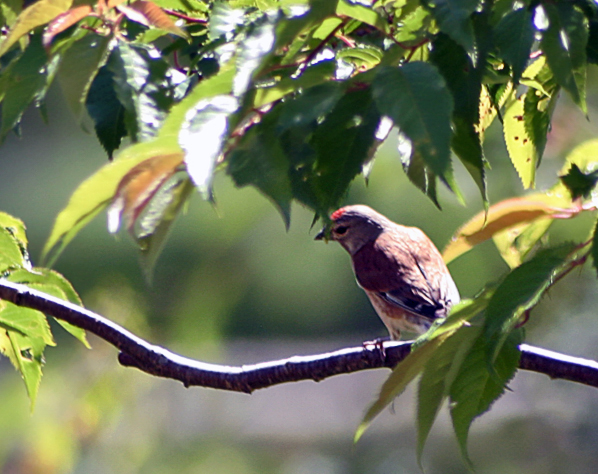
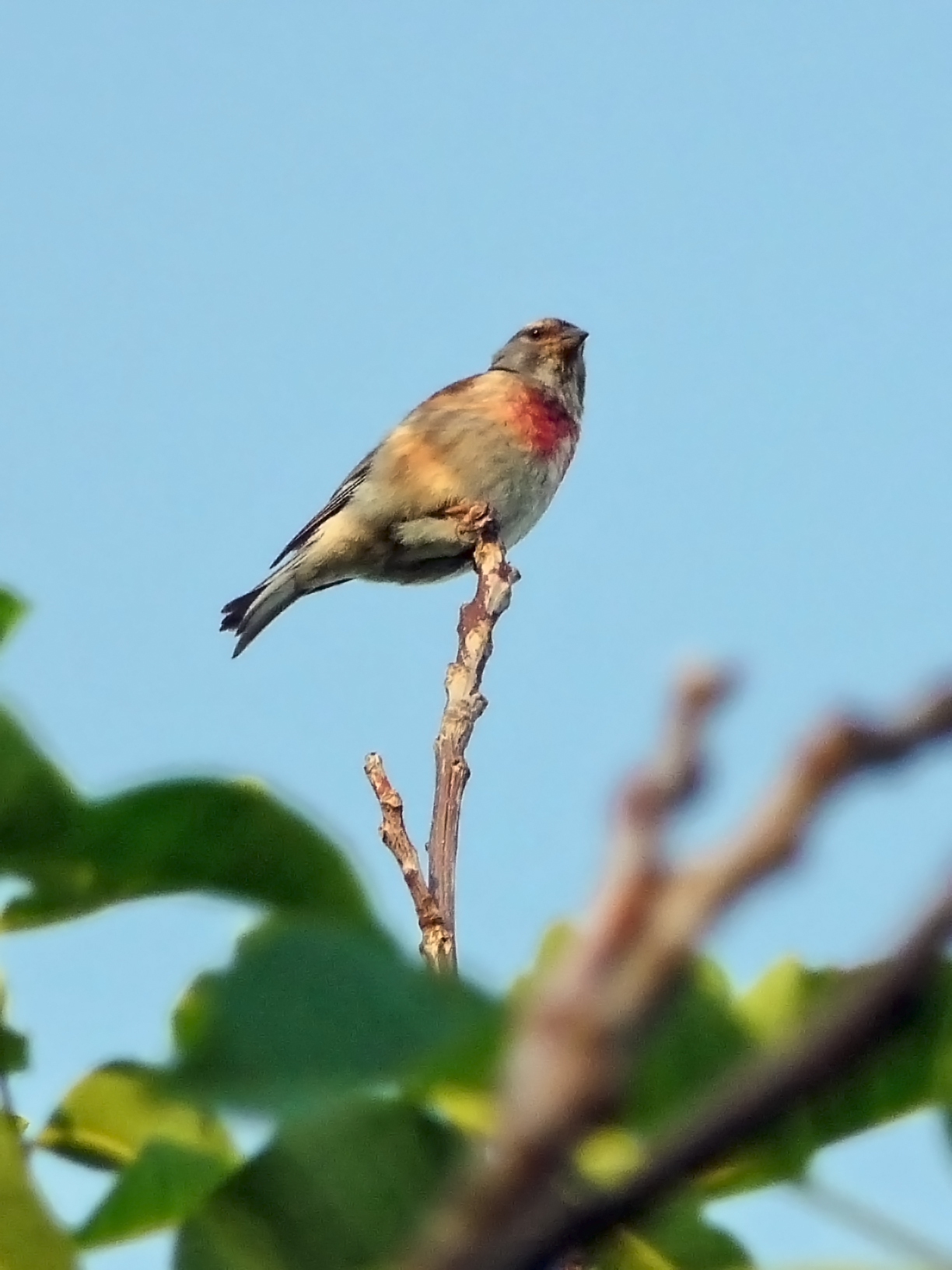
самець
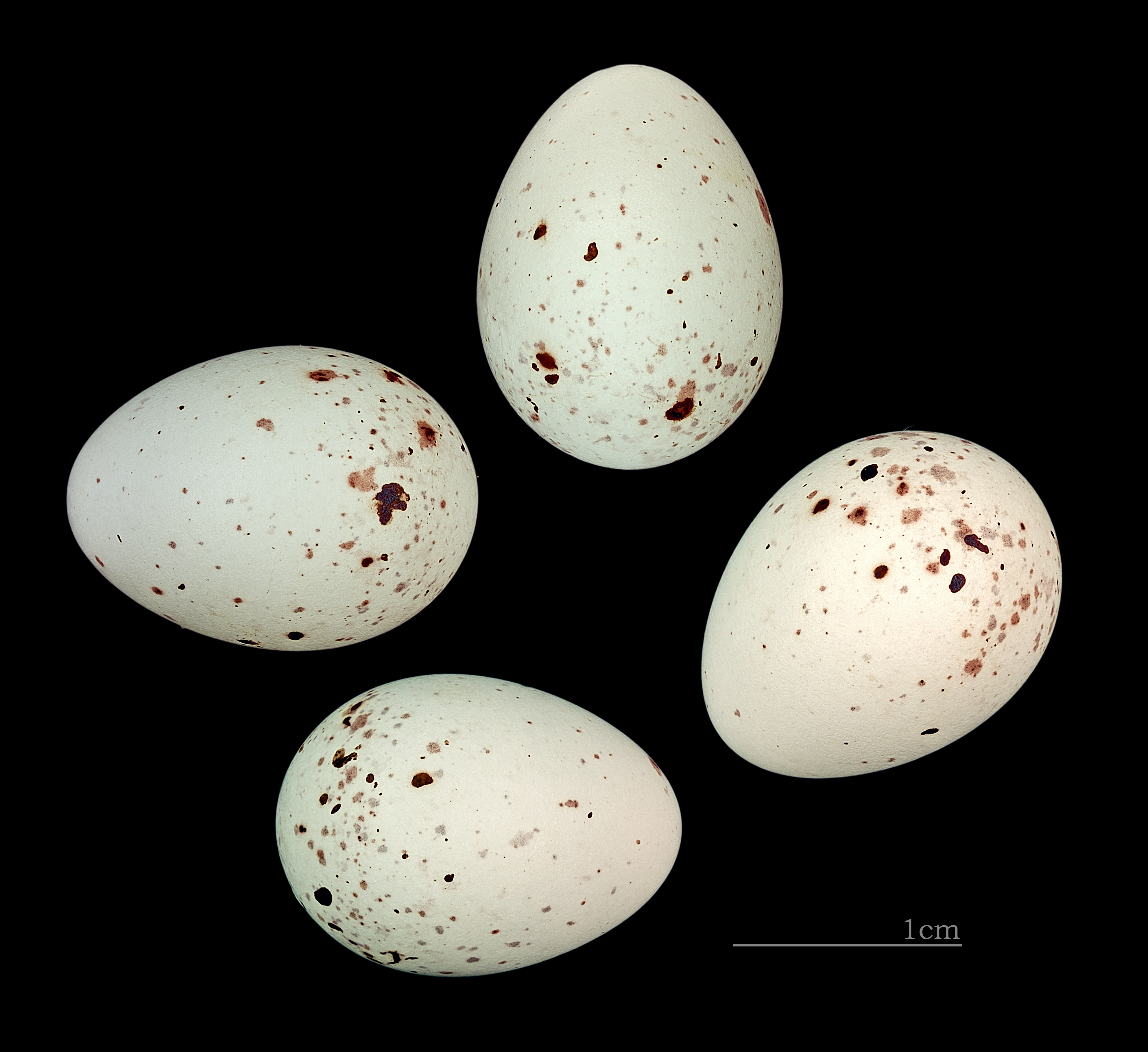
яйця